# ثقافة ليبية

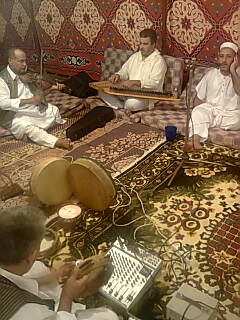
فرقة للموسيقى التراثية الليبية، تقوم بإلقاء وصلات موسيقية مصحوبة بشعر يمدح النبي محمد، ودائمًا ما تقوم مثل هذه الفرق بأنشطتها في المناسبات الدينية والأعياد والأفراح، ويعرف هذا النوع من الفن في ليبيا بالمالوف والموشحات والمديح.

ثقافة ليبيا مزيج من الثقافات العربية، والأمازيغية، والإسلامية، والمغاربية، والمتوسطية، والأفريقية.

## الأدب
الأدب في الثقافة الليبية هو موضوع واسع ومتنوع. يمكننا أن نجد فيه تأثيرات من الثقافات العربية، والأمازيغية، والإسلامية، والمغاربية، والمتوسطية، والأفريقية. بعض من أبرز الشخصيات الأدبية الليبية هم:

### شعراء ليبيون
مثل خليل الزاوية، ومحمد الفيتوري، وعلي الكيلاني، ورجب بوحشير، وإبراهيم الكوني.

### روائيون ليبيون
مثل إبراهيم الكوني، وأحمد إبراهيم الفقيه، وهشام مطر، وإبراهيم أحمد المسلاتي، وسالمة كيلة.

### كتاب القصة القصيرة في ليبيا
مثل عزالدين المدني، وعزالدين شكري الفيلالي، وإبراهيم أحمد المسلاتي، وسالمة كيلة.

### مسرحيون ليبيون
مثل عبدالسلام قادربوه، وعزالدين شكري الفيلالي، وأحمد إبراهيم الفقيه.

### سينمائيون ليبيون
مثل عبدالسلام قادربوه، وجمال خشتة، وعلاء عدي.

## الموسيقى
الموسيقى في الثقافة الليبية هي تعبير عن تنوع وتراث الشعب الليبي. تتميز الموسيقى الليبية بأنواع مختلفة تعكس التأثيرات الجغرافية والتاريخية والدينية والاجتماعية على المجتمع الليبي. بعض من أنواع الموسيقى الليبية الشهيرة هم:
- المرسكاوي: هو نوع من الموسيقى الشعبية التي تستخدم آلات مثل القصبة، والدربوكة، والزكرة، والزمارة. يغنى المرسكاوي باللهجة الليبية ويتحدث عن مواضيع مثل الحب، والحنين، والفرح، والحزن.

- النوبة: هو نوع من الموسيقى التراثية التي تنتشر في منطقة جبل نفوسة. يستخدم فيها آلات مثل الدنقة، والطبيلة، والغيطة. يغنى النوبة باللغة الأمازيغية ويتضمن أشعاراً شعرية.
- المالوف: هو نوع من الموسيقى الدينية التي تستخدم في المناسبات الإسلامية مثل المولد، والأفراح، والأعياد. يستخدم فيها آلات مثل القصبة، والدربوكة، والزكرة. يغنى المالوف بشعر يمدح النبي محمد صلى الله عليه وسلم أو أهل بيته أو صحابته.
- الزمزامات: هو نوع من الموسيقى التراثية التي تؤديها فرق نسائية في المناسبات الاجتماعية مثل الأفراح، والولادات، والخطوبات. يستخدم فيها آلات مثل الكشك، والدربوكة، والصحان. يغنى الزمزامات بشعر يتحدث عن حياة المرأة وأحاسيسها.[3]

## المطبخ
المطبخ الليبي في الثقافة الليبية هو تعبير عن تنوع وغنى المأكولات والمشروبات التي تعكس التقاليد والعادات والتأثيرات الخارجية على الشعب الليبي. يتميز المطبخ الليبي بأنه يجمع بين النكهات العربية والأمازيغية والإسلامية والمتوسطية والأفريقية. بعض من أشهر مأكولات المطبخ الليبي هم:
- الكسكسي: هو طبق رئيسي يتكون من حبيبات دقيق القمح المطهوة مع مرق اللحم أو الدجاج والخضار المتنوعة. يعتبر من أصول أمازيغية وينتشر في شمال إفريقيا وصقلية.
- البازين: هو طبق تراثي يتكون من عجينة دقيق الشعير تشكل على هيئة قبة وتغطى بصلصة اللحم والطماطم والخضار. يقدم في المناسبات الدينية والاجتماعية.
- لمبطن: هو طبق جانبي يتكون من شرائح بطاطا محشوة باللحم المفروم والبصل والتوابل. يقدم مقلي أو مخبوز في الفرن.
- الفتات: هو طبق شعبي يتكون من رقائق خبز مغمورة بمرق اللحم أو الدجاج والحمص والثوم. ينتشر في جنوب ليبيا وجبل نفوسة.[4][5]

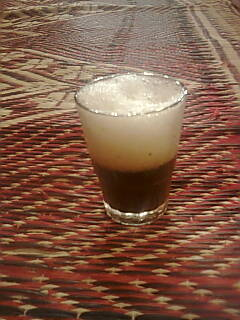
شاي أخضر بالطريقة الليبية، ويتميز بالرغوة أعلى الكوب، ويطلق عليه (شاهي أخضر بالرغوة أو بالكشكوشة)

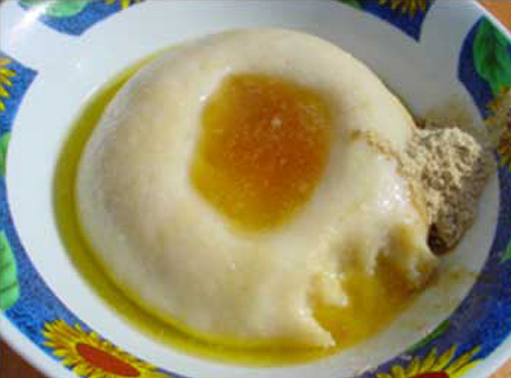
عصيدة هو الحلوى التقليدية في ليبيا. وهو يتألف من المطبوخ دقيق القمح قطعة من العجين، وأحيانا مع إضافة زبدة أو العسل.

المطبخ الليبي يستمد جزءا كبيرا من تقاليد البحر الأبيض المتوسط وشمال أفريقيا والشرق الأوسط التقاليد. واحد من الأطباق الأكثر شعبية الليبي هو حساء عالية متبل سميكة، المعروفة اختصارا باسم «شوربة العربية» أو «الحساء العربي». شوربة العربية يحتوي على العديد من المكونات من العديد من الأطباق الليبية الأخرى، بما في ذلك البصل، الطماطم، لحم (دجاج أو لحم الضأن)، الفلفل، فلفل حريف، الزعفران، الحمص، النعناع، الكزبرة، البقدونس.
بازين: وربما كان الغذاء الأكثر تميزا الليبية هناك، ويصنع من خليط من دقيق الشعير أساسا، مع قليلا من الدقيق العادي. يتم غلي الدقيق في الماء المملح لجعل العجين الثابت، ومن ثم يشكل على هيئة قبهو توضع في منتصف الطبق. وتتكون صلصة حول العجين بواسطة البصل المفروم القلي مع الطماطم المعجون وباضافه الماء واللحم الضأن، مضيفا الكركم، الملح، مسحوق الفلفل الأحمر و، الفلفل الأسود. ويمكن أيضا أن تضاف البطاطا. أخيرا، البيض المسلوق ويوضع حول القبة. ثم يتم تقديم الطبق مع الليمون والفلفل الطازج أو مخلل المعروفة باسم إمسير.
واحدة من وجبات الطعام الأكثر شعبية في المطبخ الليبيإمبطن بطاطا محشوه باللحم. وهو يتألف من قطع بطاطا سميكه يشق نصها وتملأ باللحم المفروم تم تغمس في البيض والخبز المرحي، تم تقدم أو يتم وجعها في صينيه في الفرن تم تقدم
الليبيين يفضلون تناول الطعام في المنزل، ما عدا يوم الجمعة، عندما التنزه على شاطئ البحر عائلة. بالنسبة للجزء الأكبر، وتستخدم المطاعم والمقاهي من قبل الأجانب [بحاجة لمصدر]. أصبحت القوائم أكثر تطورا ويمكن للمرء العثور على مجموعة متنوعة من أكبر الليبي بشكل رئيسي ومطبخ الشرق الأوسط. مطاعم عالمية تتوفر في الفنادق الكبيرة.
 
كل الكحول المحظورة في ليبيا، وفقا للقوانين الإسلام. [بحاجة لمصدر] ويتم استهلاك المياه المعدنية المعبأة في زجاجات على نطاق واسع، وكذلك مختلف المشروبات الغازية، مثل كوكا كولا.
الليبي الشاي هو المشروب سميكة خدم في كوب صغير، وغالبا ما يرافقه المكسرات. العادية الأمريكي/البريطاني القهوة يتوفر في ليبيا، وكما هو معروف «نسكافيه» (تسمية خاطئة)

## موسيقي
توجد أنواع من الموسيقى الشعبية، مثل موسيقى المرسكاوي والنوبة الليبيه والمالوف والزمزامات «فرق نسائيه»
والزكره والمزود والكشك والمجروده والعلم والطبيله

## وسائل الإعلام
وقد أدى سيطرة 222 على وسائل الإعلام في كثير من السكان مفضلا للترفيه عن نفسه من خلال مشاهدة أشرطة الفيديو أو المحطات الأجنبية عبر الأقمار الصناعية. برامج التلفزيون الليبي هي في معظمها باللغة العربية مع أخبار 30 دقيقة بث مساء كل يوم في اللغة الإنجليزية والفرنسية. ومن الممكن أيضا لمشاهدة البرامج الرياضية في بعض الأحيان. ومع ذلك، فإن الغالبية العظمى من البرمجة الثقافية، وبالتالي يعرض الموسيقى الليبية التقليدية والترفيه.
صحيفة يومية ليبيا هو الفجر آل الجديد، ويتم نشرها في طرابلس. هي الصحف الأجنبية المتاحة، ولكن غالبا ما تكون خارج نطاق التاريخ في الوقت الذي تصل إلى المحلات التجارية.